# Théodore (Corneille)
Pour les articles homonymes, voir Théodore.
Théodore vierge et martyre. Tragédie chrétienne. est une tragédie en alexandrins de Pierre Corneille, représentée pour la première fois au théâtre du Marais durant la saison 1645–1646 et publiée en 1646. Elle connaît un échec retentissant, rapporté notamment par Corneille lui-même dans son Épître dédicatoire de 1647 et dans son Examen de 1660. L'argument est celui de la Passion des martyrs chrétiens Théodora et Didyme.
L’Abbé d’Aubignac, considère la pièce comme un chef-d’œuvre, respectant les règles parfaitement. Corneille réplique dans ses Discours de 1660, soutenant la supériorité de l’art sur les règles, et l’Examen de Théodore. 
Théodore est l'objet d'une querelle sur la moralité du théâtre, les jansénistes cherchant à mettre fin à la tragédie chrétienne, en la personne notamment de Pierre Nicole, auteur du Traité de la Comédie (1667) prenant l'échec de la pièce de Corneille comme exemple de l'immoralité du théâtre.

## Personnages
- Valens, gouverneur d'Antioche
- Placide, fils de Valens et amoureux de Théodore
- Cléobule, ami de Placide
- Didyme, amoureux de Théodore
- Paulin, confident de Valens
- Lycante, capitaine d'une cohorte romaine
- Marcelle, femme de Valens
- Théodore, princesse d'Antioche
- Stéphanie, confidente de Marcelle